# Koh Ker
Koh Ker (kmersky พระวัวต้วัต้ว, Prasat Kaôh Ké) je současná archeologická lokalita, historický posvátný městský soubor četných chrámů a svatyní včetně soch, nápisů, nástěnných maleb, vodohospodářských objektů a dalších archeologických pozůstatků. Nachází se v severní Kambodži asi 120 kilometrů od Siem Reap a starověkého Angkoru. Koh Ker je moderní název, byl známý i pod názvy Lingapura nebo Chok Gargyar.
Koh Ker býval důležitým městem Khmerské říše. Byl jedním ze dvou soupeřících hlavních měst Khmerské říše – druhým byl Angkor – a byl jediným hlavním městem v letech 928 až 944 našeho letopočtu. Věřilo se, že jeho posvátné město založil král Jayavarman IV., a to na základě staroindických náboženských představ o vesmíru. Nové město prokázalo nekonvenční urbanismus, umělecký výraz a technologii výstavby, zejména použití velmi velkých monolitických kamenných bloků. Svými kamennými konstrukcemi a prostorovým uspořádáním ovlivnil pozdější khmerskou architekturu. Vyprofiloval se zde výrazný sochařský kohkerský styl, který se vyznačuje monumentální velikostí a dynamikou soch. Měl trvalý vliv na dekorativní styly v jihovýchodní Asii.

## Fotogalerie

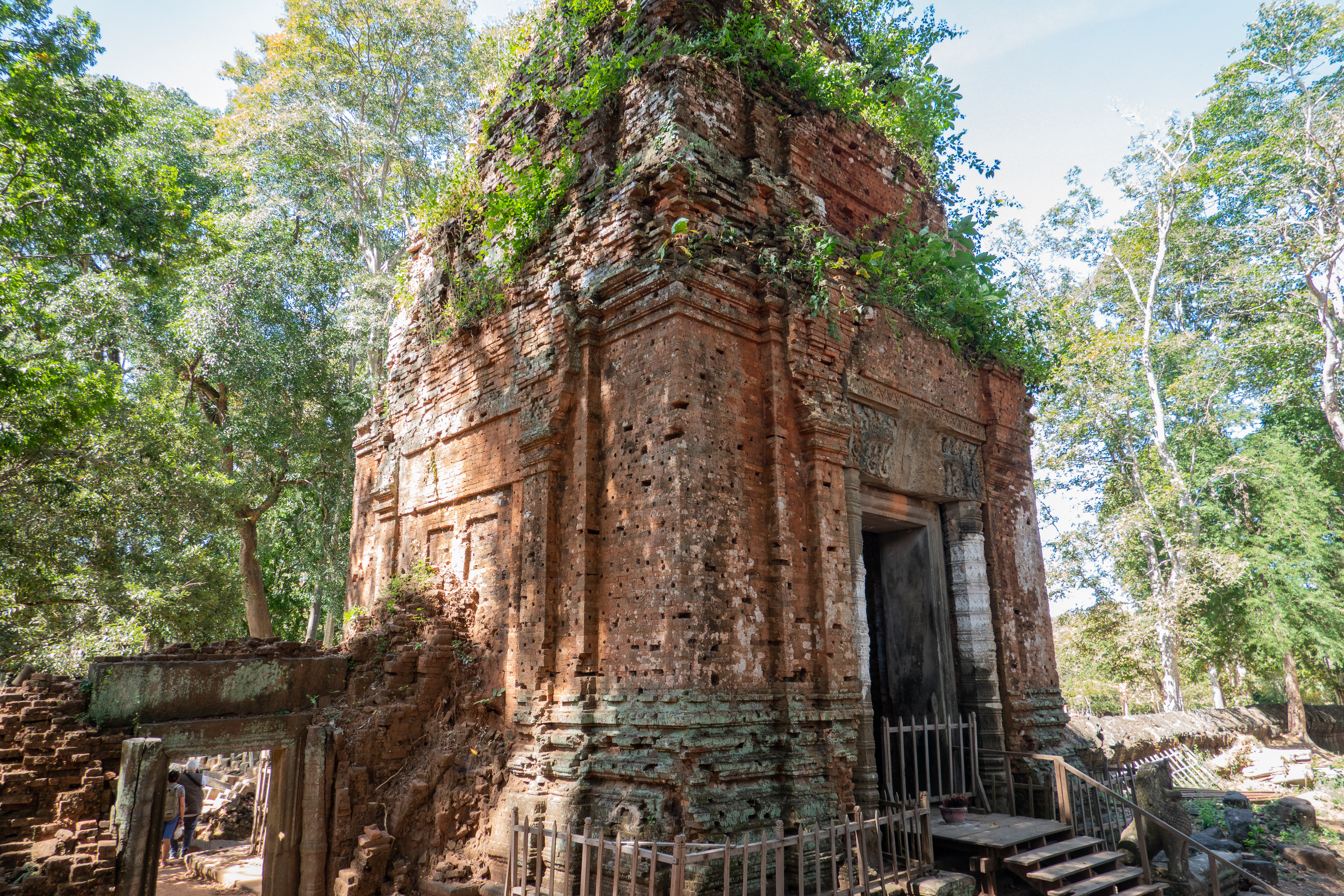
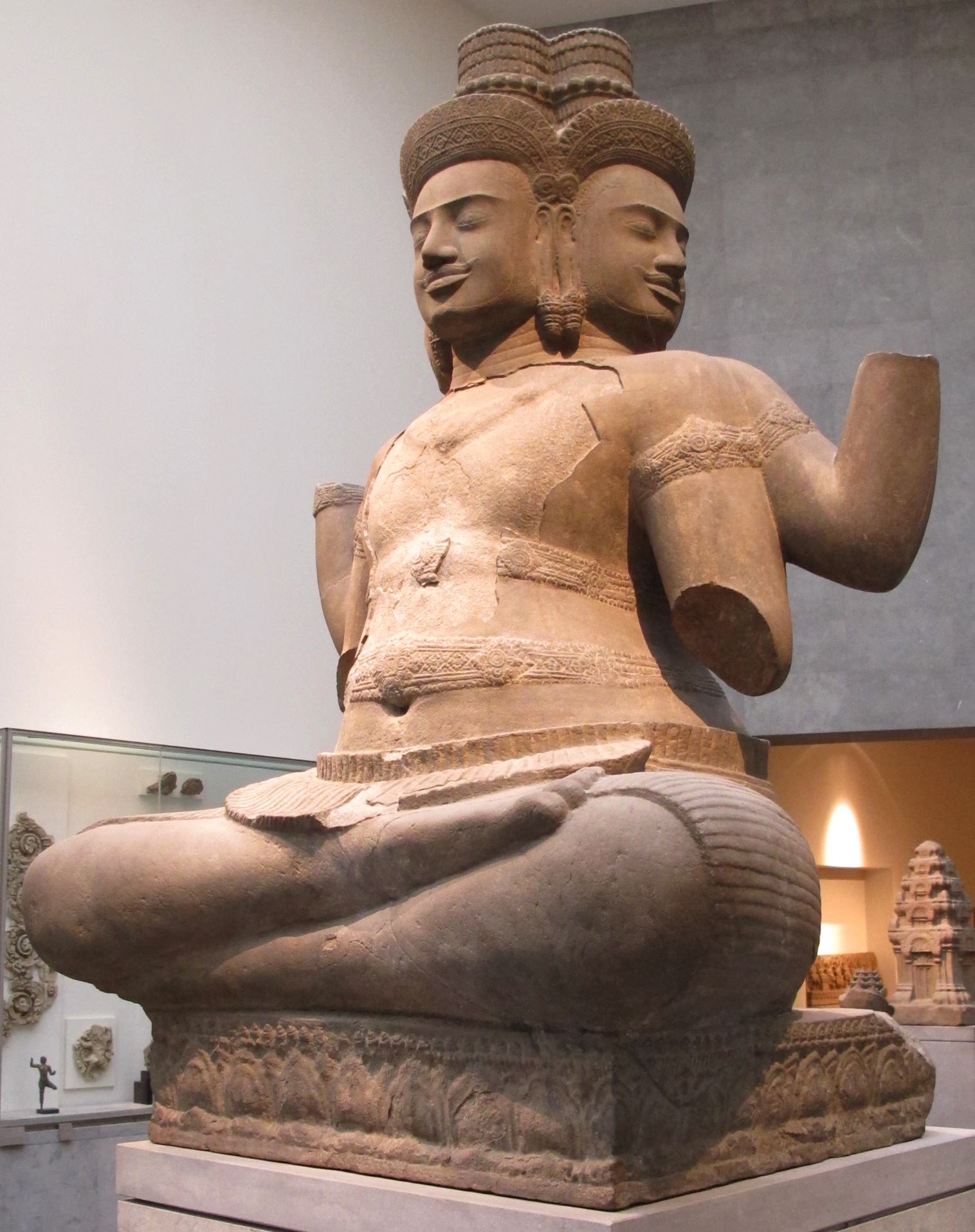
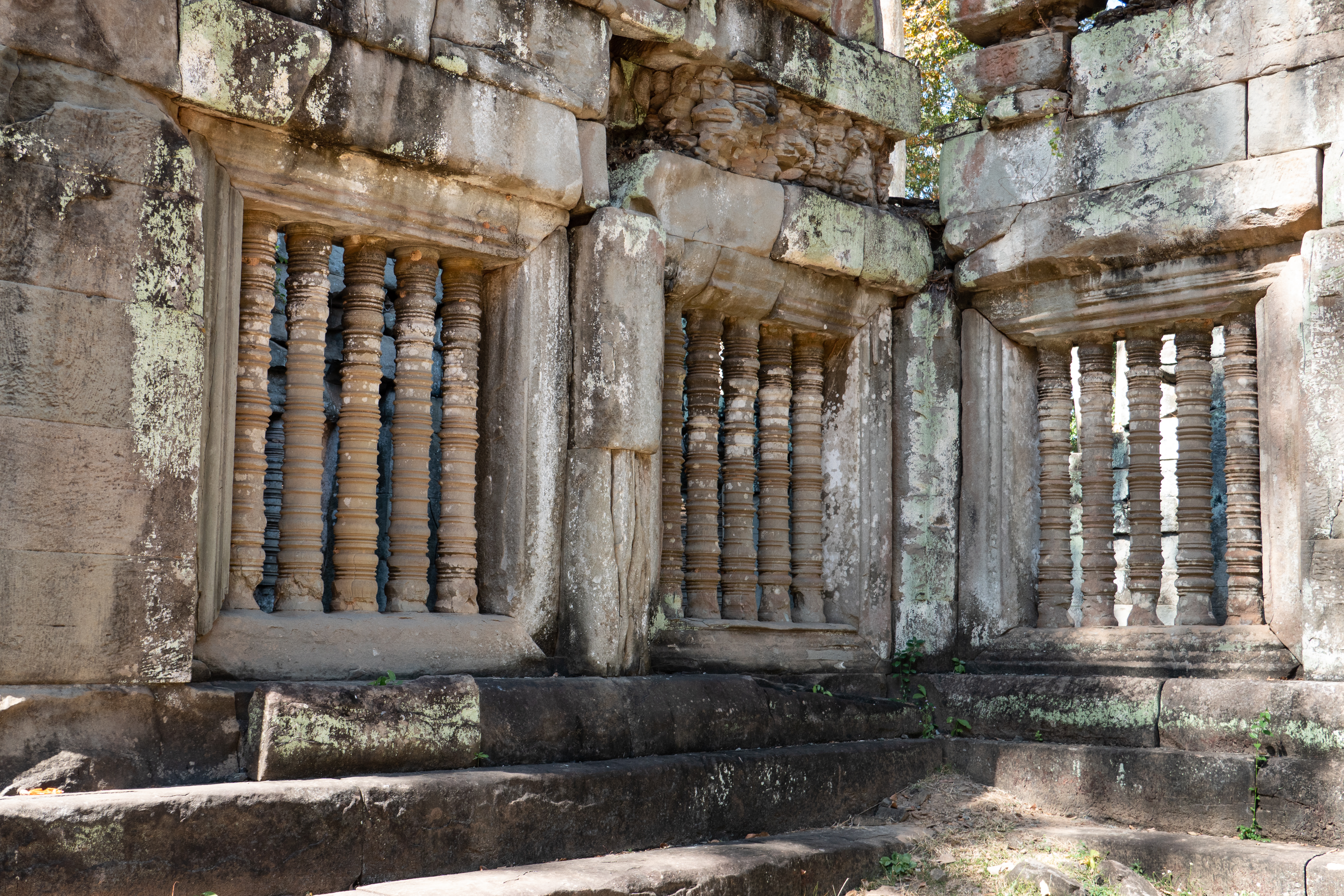
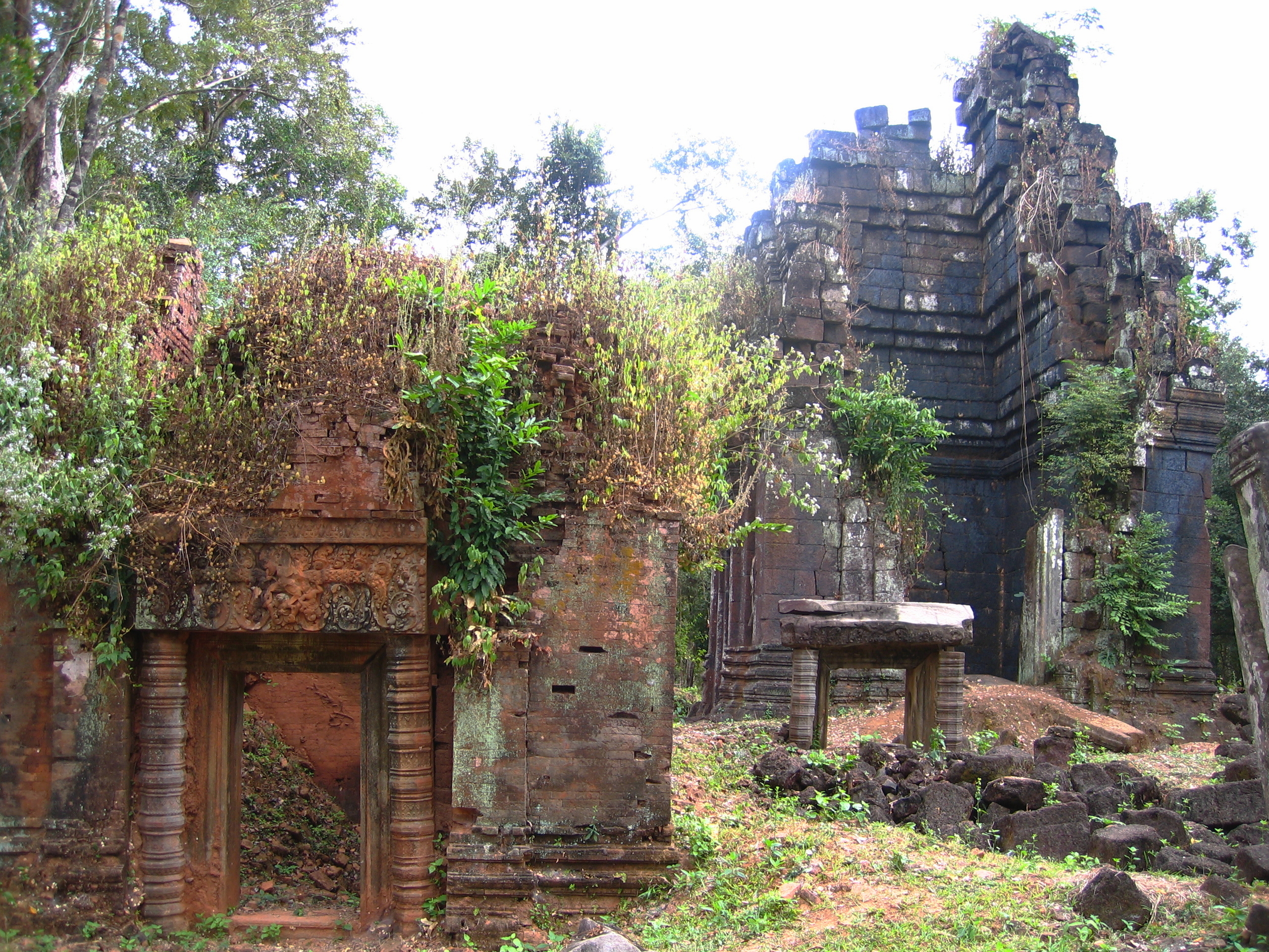